# Черами
Черами (итал. Cerami) — коммуна в Италии, располагается в регионе Сицилия, подчиняется административному центру Энна.
Население составляет 2463 человека, плотность населения составляет 26 чел./км². Занимает площадь 94 км². Почтовый индекс — 94010. Телефонный код — 0935.
Покровителями коммуны почитаются святитель Амвросий Медиоланский, празднование 7 декабря, и святой Себастьян, празднование в последнее воскресение августа.
Близ Черами в июне 1063 года произошло историческое сражение, в котором войско нормандского герцога Роберта Гвискара одержало победу над арабскими правителями Сицилии, поддержанными берберскими отрядами североафриканских Зиридов.